# Gloria Nefzger
Gloria Nefzger (* 8. April 1985) ist eine deutsche Schauspielerin.

## Werdegang
Zunächst nahm Gloria Nefzger von 2003 bis 2004 Schauspielunterricht bei Hans Dieter Trayer, ehe sie ein Jahr später eine Ausbildung an der Berufsfachschule Schauspiel München begann, die 1987 von Trayer gegründet wurde. Im Zuge dieser Ausbildung absolvierte sie mehrere Seminare für „Camera Acting“ an der Macromedia bei Mathias Allary (2006), an der HFF München bei Miroslav Mandić (2006) sowie bei Bruno Schiebel und Ursula Gottwald (2007). Von 2007 bis 2008 erhielt Nefzger außerdem ein Gesangscoaching (Mezzosopran) bei Sarah Steindamm. 2011 nahm sie an einem „Masterclass Workshop“ bei Bernhard Hiller in Hamburg teil. 
Während ihrer Schauspielausbildung von 2004 bis 2007 spielte sie vor allem auf der hauseigenen Theaterbühne, etwa in den Stücken Die Kleinbürgerhochzeit, Emilia Galotti, Honigmond und Lysistrata. Weiterhin sammelte sie praktische Erfahrungen am Münchner TamS-Theater, wo sie in I hired a contract killer – basierend auf der Kinoproduktion Vertrag mit meinem Killer – zu sehen war. Der Film geht auf den Roman Die Leiden eines Chinesen in China von Jules Verne (1828–1905) zurück.
Daneben wirkte sie in Kurzfilmen wie Reap what you sow (2006), Wasted (2006), Und morgen leben wir weiter (2007) oder Just the 2 of us (2008) mit, die alle an der HFF München produziert wurden. Dort realisierte man 2007 auch das später im Kino gezeigte Projekt Wie es bleibt, in dem Nefzger als Dana auftrat. Ein Jahr zuvor übernahm sie die Rolle der Niki in 6 Tage – 6 Genres und stand für Schwendtage an der KHM Köln vor der Kamera. Weitere Kurzfilm-Projekte waren Magisches Denken (2009) und Morgen wird nicht alles anders im Winter (2011). Letzteres wurde von PostAbstraktFilm, einem Kollektiv junger Kunstschaffender aus dem Raum München produziert.
Ihr Kameradebüt hatte sie jedoch bereits im Jahr 2003 in dem Kinofilm Pura Vida Ibiza unter der Regie von Gernot Roll. Größere Bekanntheit erlangte Nefzger durch den Fernsehfilm Die Jahrhundertlawine, der im Winter 2008 entstand. Ferner erhielt sie eine Gastrolle in der ARD-Vorabendserie Marienhof, in der sie vom 15. Mai bis 12. Juni 2009 die Jule Busch verkörperte. Direkt im Anschluss daran wurde sie Teil des Hauptcasts der Bavaria-Serie Eine für alle – Frauen können’s besser. Da das Format allerdings seit seinem Sendestart mit großen Quotenproblemen zu kämpfen hatte und schließlich von 200 geplanten auf 100 ausgestrahlte Episoden gekürzt wurde, war sie nur zwei Monate lang als Saskia Vollenbrinck zu sehen. 
In dem am 8. Mai 2010 erstmals gezeigten Heimatfilm Die Posthalter-Christl hatte sie ihre erste Filmhauptrolle. Danach folgten Episodenrollen in diversen Serien, etwa Utta Danella, Sturm der Liebe und Herzflimmern – Liebe zum Leben.
Gloria Nefzger spricht neben ihrer Muttersprache fließend Englisch. Derzeit lebt sie in München.

## Filmografie

### Kino
- 2004: Pura Vida Ibiza

### Fernsehen
- 2009: Die Jahrhundertlawine
- 2009: Marienhof
- 2009: Eine für alle – Frauen können’s besser
- 2009: Aktenzeichen XY … ungelöst
- 2010: Utta Danella – Eine Nonne zum Verlieben
- 2010: Die Posthalter-Christl
- 2010: Aber jetzt erst recht
- 2011: Sturm der Liebe
- 2012: Herzflimmern – Liebe zum Leben
- 2012: Rat mal, wer zur Hochzeit kommt
- 2012: Die Bergretter – Der Tote im Berg (3/5, 4. Staffel)

### Sonstiges
- 2010: sky-Kampagne für die Oscar-Verleihung in Los Angeles
- 2010: Anti-AIDS-Spot Mach’s mit ...

## Theater
- 2005–2007: Schauspiel München
  - 2005: Die Kleinbürgerhochzeit
  - 2006: Ernst-Jandl-Projekt
  - 2006: Lysistrata
  - 2007: Honigmond
  - 2007: Emilia Galotti
- 2006: TamS-Theater München – I hired a contract killer